# 기찻길의 아이들
기찻길의 아이들은 영국의 소설가인 에디스 네스빗의 소설이다. 본래 더 런던 매거진에서 연재되었다가 1906년에 출판되었으며 여러 번 영화나 드라마, 뮤지컬 등으로 각색되기도 하였다. 1970년의 영화(en:The Railway Children (1970 film))가 유명하다. 2022년에는 1970년 영화의 속편(en:The Railway Children Return)이 개봉하기도 하였다. 로버트와 피터, 필리스의 세 남매가 중심 인물로 기찻길을 배경으로 이야기가 전개된다.

## 등장인물
- 로버타
- 피터
- 필리스
- 루스
- 짐
- 빌